# República Socialista de Montenegro
La República Socialista de Montenegro, abreviado como RS de Montenegro (en serbocroata: Socijalistička Republika Crna Gora, Социјалистичка Република Црна Гора) fue una república constituyente de la antigua República Federativa Socialista de Yugoslavia. Fue denominada inicialmente como Estado Federado de Montenegro (Федерална Држава Црна Гора, Federalna Država Crna Gora) entre 1943 y 1945, y como República Popular de Montenegro (Народна Република Црна Гора, Narodna Republika Crna Gora) entre 1945 y 1963. En 1991, con la disolución de Yugoslavia, fue reemplazada por la actual República de Montenegro, acción que fue ratificada en elecciones en 1992.

## Historia
El 7 de julio de 1963, la República Popular de Montenegro (serbocroata: Narodna Republika Crna Gora / Народна Република Црна Гора) pasó a llamarse "República Socialista de Montenegro" (un cambio ratificado tanto por la Constitución Federal como por la Constitución montenegrina de reciente creación en 1963) con el serbocroata como idioma oficial. En 1991, cuando la Liga de Comunistas de Montenegro cambió su nombre a Partido Democrático de Socialistas de Montenegro después de las primeras elecciones multipartidistas, se eliminó el adjetivo "socialista" del título de la república (ratificado por la Constitución de 1992).